# Anapidae
Los anápidos (Anapidae) son  una familia de pequeñas arañas araneomorfas, con 145 especies descritas en 35 géneros. La mayoría tiene menos de 2 mm de longitud.

## Distribución
Se distribuyen por Nueva Zelanda, Australia África. Sin embargo, varios géneros se encuentran en Asia (Japón, China, Corea).

## Géneros
Según The World Spider Catalog 12.0:
- Acrobleps Hickman, 1979
- Anapis Simon, 1895
- Anapisona Gertsch, 1941
- Borneanapis Snazell, 2009
- Caledanapis Platnick & Forster, 1989
- Chasmocephalon O. P.-Cambridge, 1889
- Comaroma Bertkau, 1889
- Conculus Komatsu, 1940
- Crassanapis Platnick & Forster, 1989
- Crozetulus Hickman, 1939
- Dippenaaria Wunderlich, 1995
- Elanapis Platnick & Forster, 1989
- Enielkenie Ono, 2007
- Forsteriola Brignoli, 1981
- Gaiziapis Miller, Griswold & Yin, 2009
- Gertschanapis Platnick & Forster, 1990
- Hickmanapis Platnick & Forster, 1989
- Mandanapis Platnick & Forster, 1989
- Maxanapis Platnick & Forster, 1989
- Metanapis Brignoli, 1981
- Minanapis Platnick & Forster, 1989
- Montanapis Platnick & Forster, 1989
- Nortanapis Platnick & Forster, 1989
- Novanapis Platnick & Forster, 1989
- Octanapis Platnick & Forster, 1989
- Paranapis Platnick & Forster, 1989
- Pecanapis Platnick & Forster, 1989
- Pseudanapis Simon, 1905
- Queenslanapis Platnick & Forster, 1989
- Risdonius Hickman, 1939
- Sheranapis Platnick & Forster, 1989
- Sinanapis Wunderlich & Song, 1995
- Sofanapis Platnick & Forster, 1989
- Spinanapis Platnick & Forster, 1989
- Tasmanapis Platnick & Forster, 1989
- Victanapis Platnick & Forster, 1989
- Zangherella Caporiacco, 1949
- Zealanapis Platnick & Forster, 1989
- †Balticonopsis Wunderlich, 2004
- †Balticoroma Wunderlich, 2004
- †Dubianapis Wunderlich, 2004
- †Flagellanapis Wunderlich, 2004
- †Fossilanapis Wunderlich, 2004
- †Palaeoanapis Wunderlich, 1988
- †Ruganapis Wunderlich, 2004
- †Saxonanapis Wunderlich, 2004
- †Tuberanapis Wunderlich, 2004